# Яблонка (Малопольське воєводство)
Яблонка (пол. Jabłonka) — село в Польщі, у гміні Яблонка Новотарзького повіту Малопольського воєводства.
Населення — 5042 особи (2011).
У 1975—1998 роках село належало до Новосондецького воєводства.
Протікає річка Чєрна Орава.

## Демографія
Демографічна структура станом на 31 березня 2011 року:
|          | Загалом | Допрацездатний вік | Працездатний вік | Постпрацездатний вік |
| -------- | ------- | ------------------ | ---------------- | -------------------- |
| Чоловіки | 2465    | 656                | 1592             | 217                  |
| Жінки    | 2577    | 668                | 1506             | 403                  |
| Разом    | 5042    | 1324               | 3098             | 620                  |